# Krążowniki lekkie typu Dido
Krążowniki lekkie typu Dido – seria brytyjskich lekkich krążowników przeciwlotniczych okresu II wojny światowej. Nazwa pochodzi od głównego okrętu typu. Okręty te odznaczyły się zwłaszcza podczas walk na Morzu Śródziemnym.

## Historia powstania
W obliczu rosnących osiągów samolotów przed II wojną światową, Wielka Brytania była pierwszym państwem, które dostrzegło potrzebę posiadania wyspecjalizowanych okrętów do osłaniania innych jednostek przed atakami lotnictwa – krążowników przeciwlotniczych, stanowiących odmianę krążowników lekkich. Po doraźnym przezbrojeniu kilku starych krążowników typu C na krążowniki przeciwlotnicze, opracowano nowy projekt takiego okrętu. Miał on być przeznaczony w szczególności do eskortowania nowych lotniskowców typu Illustrious i pancerników typu King George V. 
Jako główne uzbrojenie okrętów zastosowano nowe armaty uniwersalne kalibru 133 mm, w pięciu wieżach dwudziałowych, w wyjątkowo rzadkim układzie z trzema wieżami umieszczonymi schodkowo na dziobie. Działa te zastosowano też jako przeciwlotnicze na pancernikach typu King George V. Konstrukcja kadłuba była rozwinięciem małych lekkich krążowników typu Arethusa. Nowe okręty miały podobne rozmiary, będąc stosunkowo małymi lekkimi krążownikami. Zapas paliwa zmniejszono, gdyż nie miały one działać samodzielnie w dalekich rejsach. 
Budowę 10 okrętów zamówiono według programów konstrukcyjnych z 1936, 1937 i 1938 roku, a dalsze 6 już po wybuchu wojny według programu nadzwyczajnego. Pierwsze okręty wodowano w 1939 roku. W 1940 roku weszły do służby w Royal Navy trzy pierwsze jednostki, w tym główny okręt HMS "Dido", w 1941 – pięć i w 1942 – trzy, a w 1943 roku – cztery ulepszonego typu i w 1944 roku ostatnia. Otrzymały tradycyjne nazwy, głównie z mitologii greckiej i rzymskiej oraz historii Grecji. 
Ponieważ rozwój nowych dział 133 mm stwarzał problemy i ich produkcja opóźniała się, część okrętów nie otrzymała pełnego etatowego głównego uzbrojenia. Trzy pierwsze: "Dido", "Bonaventure" i "Phoebe" weszły do służby z jedynie 8 działami 133 mm (na "Dido" później dodano piątą wieżę), a dwa „Charybdis” i "Scylla" z zupełnie zmienionym zestawem uzbrojenia – 8 działami 114 mm. Dalsze sześć okrętów otrzymało pełne 10 dział 133 mm, lecz z trzech później zdjęto piątą wieżę. Na pięciu ostatnich okrętach tzw. ulepszonego typu Dido zredukowano etatowe uzbrojenie do 8 dział 133 mm i zastosowano inne modyfikacje, jak obniżenie nadbudówki dziobowej. 
| Nazwa (nr taktyczny)                | Położenie stępki, stocznia | Data wodowania            | Wejście do służby         | Los                                                     |
| I seria (10 lub 8x133 mm)           | I seria (10 lub 8x133 mm)  | I seria (10 lub 8x133 mm) | I seria (10 lub 8x133 mm) | I seria (10 lub 8x133 mm)                               |
| ----------------------------------- | -------------------------- | ------------------------- | ------------------------- | ------------------------------------------------------- |
| Dido                                | 10.1937                    | 18.07.1939                | 09.1940                   | wycof. w 1957                                           |
| Bonaventure                         | 30.08.1937                 | 19.04.1939                | 05.1940                   | † zatop. 31.03.1941 przez włoski okręt podwodny "Ambra" |
| Phoebe                              | 09.1937                    | 25.03.1939                | 09.1940                   | wycof. w 1956                                           |
| Hermione                            | 06.10.1937                 | 18.05.1939                | 03.1941                   | † zatop. 16.07.1942 przez U-205                         |
| Euryalus                            | 21.08.1937                 | 06.06.1939                | 06.1941                   | wycof. w 1959                                           |
| Naiad                               | 26.08.1937                 | 03.02.1939                | 12.1941                   | † zatop. 11.03.1942 przez U-565                         |
| Cleopatra                           | 18.08.1938                 | 27.03.1940                | 12.1941                   | wycof. w 1958                                           |
| Sirius                              | 21.08.1937                 | 18.09.1940                | 05.1942                   | wycof. w 1956                                           |
| Argonaut                            | 18.08.1938                 | 06.09.1941                | 08.1942                   | wycof. w 1956                                           |
| II seria (8x114 mm)                 |                            |                           |                           |                                                         |
| Charybdis                           | 09.11.1938                 | 17.09.1940                | 12.1941                   | † zatop. 23.10.1943 przez niemieckie torpedowce         |
| Scylla                              | 18.08.1938                 | 24.07.1940                | 06.1942                   | wycof. w 1950                                           |
| III seria (typ ulepszony, 8x133 mm) |                            |                           |                           |                                                         |
| Spartan                             | 21.12.1939                 | 27.08.1942                | 08.1943                   | † zatop. 29.01.1944 przez niemieckie lotnictwo          |
| Royalist                            | 21.03.1940                 | 30.05.1942                | 09.1943                   | wycof. w 1967                                           |
| Bellona                             | 30.11.1939                 | 29.09.1942                | 10.1943                   | wycof. w 1959                                           |
| Black Prince                        | 01.12.1939                 | 27.08.1942                | 11. 1943                  | wycof. w 1962                                           |
| Diadem                              | 15.12.1939                 | 26.08.1942                | 01.1944                   | → Pakistan w 1956                                       |